# 端木傑
端木 傑（たんぼく けつ、繁体字: 端木傑; 簡体字: 端木杰; 拼音: Duānmù Jié; ウェード式: Tuanmu Chie）は、中華民国・中華人民共和国の軍務官僚・政治家。回族。後方勤務の専門家で、大陸時代の中国国民党政権における最後の交通部長である。後に中華人民共和国に転じた。字は広喬、文侯。号は文侠。

## 事績
少年時代は安慶南門清真小学堂や懐寧中学で学び、1911年（宣統3年）に辛亥革命が勃発すると革命派の「安徽青年軍」に参加した。1912年（民国元年）、南京で総統府の警備隊員を務め、まもなく北京に移って北京軍需学校第1期生となる。2年後に卒業すると、軍需学校で教員や教務主任を務めた。
1928年（民国17年）国民政府軍政部長となった馮玉祥の知遇を得る。以後、財務法規研究所教務主任、軍政部軍需営造司司長、交通部参事、中将軍需総監を歴任した。日中戦争（抗日戦争）勃発後の1937年（民国26年）、軍事委員会後方勤務部弁公庁主任となり、翌年に同部副部長に昇進、部長の兪飛鵬を輔佐している。兪は政治部長の陳誠と対立しており、端木も陳の讒言に遭って危うく蔣介石から軍事法廷にかけられそうになったが、兪の尽力で難を逃れた。また、端木は周恩来とも国共合作の中で知遇を得、これを敬慕するようになったとされる。
1946年（民国35年）7月、端木傑は糧食部政務次長に昇進したが、同年末に病気のため辞任した。1947年（民国36年）春には立法院立法委員に選出され、同院予算委員会委員となる。端木は蔣介石が推進する国共内戦に反対の立場をとり、政治犯釈放などもこの場で求めた。1949年（民国38年）3月、李宗仁総統代理の下で端木は交通部部長に起用され、大陸時代の中国国民党政権において最後の部長となる。任期中の同年11月には「両航事件」が起き、その事後処理や香港での訴訟をめぐって蔣と対立。結果として1951年1月に広州と出奔し中華人民共和国に転じている。
1954年、端木傑は中国人民政治協商会議全国委員会委員に特別招請代表となり、第2期から第4期まで同委員会委員に選出された。また、中国国民党革命委員会（民革）でも中央委員を務めている。1972年1月11日、心筋梗塞のため北京市で死去。享年76。

## 注
1. 1 2 3 4 5  黄・董（2011）。
2. ↑  劉国銘主編（2005）、2347頁。
3. ↑  劉国銘主編（2005）、2347頁によると1928年12月就任。
4. ↑  劉国銘主編（2005）、2347頁は、1934年（民国23年）1月に少将銜を授与された、と記述している。
5. ↑  香港などに駐留していた中国航空と中央航空運輸公司の人員が、一斉に中華人民共和国への転向を宣言した事件。